# Carrie Lam
Carrie Lam Cheng Yuet-ngor (idioma chino: 林鄭月娥; Hong Kong, 13 de mayo de 1957) es una política de Hong Kong, ex jefa ejecutiva de Hong Kong. Asumió el cargo tras triunfar en las elecciones de 2017, ejerciendo como tal hasta 2022. Antes de eso, fue la secretaria principal de Hong Kong desde 2012 a 2017.

## Biografía
Nació en el seno de una familia humilde en el barrio de Wan Chai, entonces uno de los más sórdidos de Hong Kong. Realizó sus estudios en un centro católico para niñas gestionado por monjas.
Se graduó siendo la número uno de la clase y cursó estudios de sociología en la Universidad de Hong Kong, Lam se unió a la función pública en 1980 y dos años más tarde la administración colonial sufragó sus estudios de posgrado en Cambridge. Posteriormente sirvió en varias oficinas y departamentos. En 2007 fue nombrada Secretaria de desarrollo, durante su servicio, ella ganó la reputación como un "luchadora" debido a su manejo de la demolición del muelle de la reina a pesar de la oposición de los defensores del histórico lugar.
Fue Secretaria Principal del gobierno de Leung Chun-ying. Encabezó el Grupo de Trabajo sobre Desarrollo Constitucional sobre la reforma política de 2013 a 2015 y actuó como negociadora de la administración con los líderes estudiantiles durante las Protestas en Hong Kong de 2014.
En enero de 2017, tras renunciar su cargo como Secretaria Principal, Lam anunció su candidatura como Jefa Ejecutiva para las elecciones de 2017, finalmente triunfó al obtener 777 votos del Comité Electoral de 1.194 miembros, siendo la primera mujer electa y la primera graduada de la Universidad de Hong Kong.
En 2019 se desarrollaron masivas protestas reclamando su dimisión. Todo empezó cuando un hongkonés asesinó a su novia en Taiwán y regresó a Hong Kong para escapar de la justicia. A instancias de los padres de la víctima Lam impulsó una ley de extradición a varios países que fue considerada por los sectores críticos como abrir la posibilidad de extraditar a individuos a China Continental y una amenaza contra el principio de "un país, dos sistemas" comprometido cuando en 1997 Hong Kong pasó a formar parte de China. No dio opción a negociación confiada en su mayoría parlamentaria y tras la primera manifestación masiva aseguró que seguiría adelante.

## Distinciones[5]
- Gold Bauhinia Star, 2010.
- Legión de Honor, 2015.
- Grand Bauhinia Medal, 2016.